# Chuẩn bản long

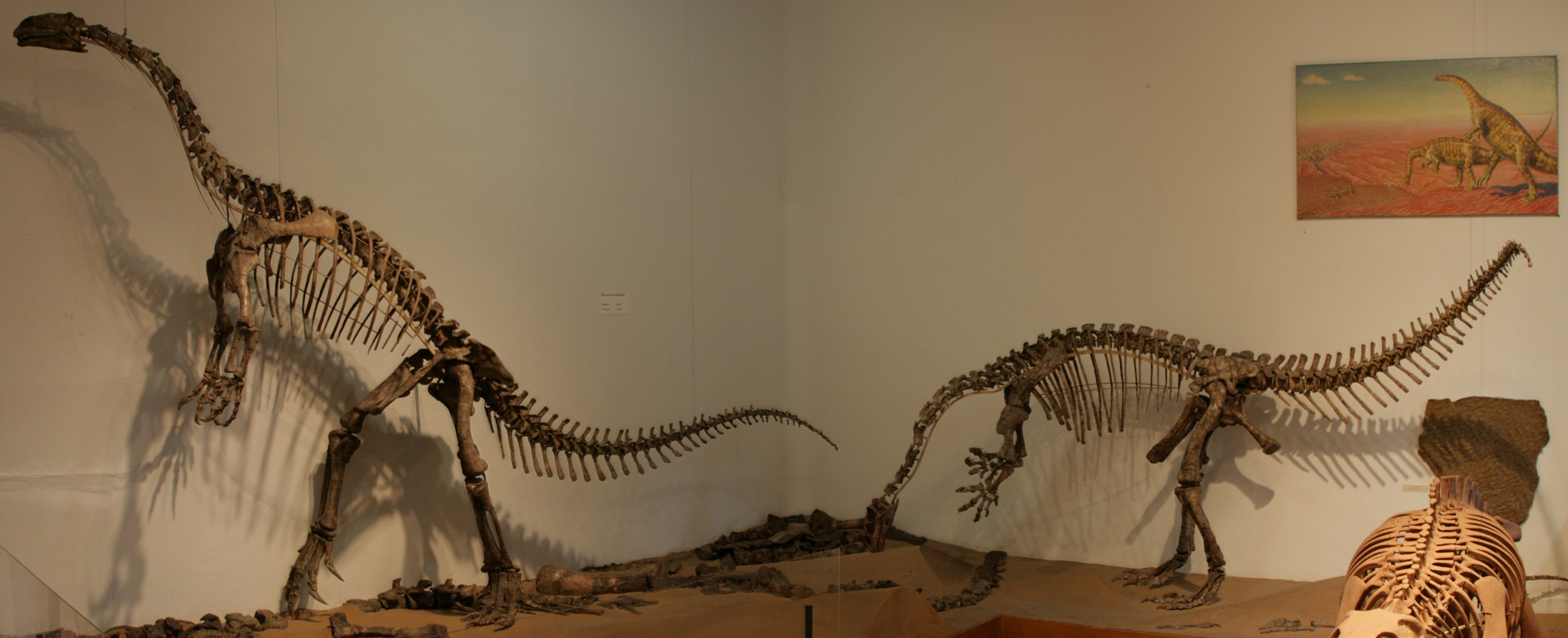
Bộ xương lắp ráp của Plateosaurus engelhardti từ thành hệ Trossingen ở miền nam Đức, đặt tại Viện Khoa học Trái Đất Tübingen.

Plateosauridae là một họ thuộc khủng long dạng chân thằn lằn (Sauropodomorpha) trong Plateosauria. Plateosauridae là một trong nhũng họ khủng long đầu tiên của phân bộ Sauropodomorpha tồn tại ở châu Á, châu Âu và Nam Mỹ trong Trias muộn. Mặc dù một số loài khủng long đã được phân loại là Plateosauridae trong những năm qua, nhưng một nghiên cứu năm 2007 của Adam M. Yates chỉ ra rằng chỉ có Plateosaurus và Unaysaurus thuộc họ này. Trong một nghiên cứu khác, Yates (2003) sáp nhập Sellosaurus vào Plateosaurus (loài P. gracilis). Năm 2011, Jaklapallisaurus asymmetrica, một loài khủng long Plateosauridae khác tìm thấy ở Ấn Độ đã được đặt tên.

## Phân loại
Plateosauridae, được Othniel Charles Marsh đặt tên năm 1895, là một đơn vị phân loại nhóm thân cây và được Sereno định nghĩa năm 1998 là các động vật có quan hệ họ hàng gần với Plateosaurus engelhardti hơn là với Massospondylus carinatus. Năm 2004, Galton và Upchurch đề xuất định nghĩa sau: Tất cả các động vật có quan hệ họ hàng gần với Plateosaurus engelhardti hơn là với Massospondylus carinatus và Yunnanosaurus huangi. Năm 2007, Yates định nghĩa nó như là các động vật có quan hệ họ hàng gần với Plateosaurus engelhardti hơn là với Diplodocus longus. Các phân tích miêu tả nhánh gần đây gợi ý rằng nhánh Prosauropoda, được Huene đặt tên năm 1920 và được Sereno định nghĩa năm 1998 như là các động vật có quan hệ họ hàng gần với Plateosaurus engelhardti hơn là với Saltasaurus loricatus, là đồng nghĩa của Plateosauridae do cả hai danh pháp đều chứa cùng một số nhóm các đơn vị phân loại.